# Дом Строгановых
Дом Строгановых (Соляная контора Строгановых) — памятник градостроительства и архитектуры в историческом центре Нижнего Новгорода. Построен в период классицизма в 1828—1831 годах. Авторы проекта — архитекторы И. Е. Ефимов и А. Л. Леер.
В доме располагалась контора соляных караванов купцов Строгановых.

## История
С XVII века род Строгановых владел крепостной землёй на взгорье у Рождественской церкви. В период кардинального градостроительного переустройства Нижнего Новгорода в 1828 году землемер И. Зубов создал особый план развития для данной территории застройки. Старые здания оказались стоящими вне красных линий улицы и предписывались к сносу.
После завершения строительства усадьбы на Рождественской улице Григорий Александрович Строганов дал распоряжение своему нижегородскому поверенному А. П. Спивакову построить на горе для управляющего судовыми караванами новый каменный дом со службами.
19 августа 1828 года губернские власти дали разрешение на строительство, а 16 октября был высочайше утверждён проект дома архитектора И. Е. Ефимова. Разработкой детальных чертежей и надзором за строительством занялся архитектор А. Л. Леер. Весной 1829 года состоялась закладка фундамента и к концу сезона дом был отстроен вчерне и покрыт железной кровлей. Заготовку материалов осуществлял Иван Воронихин, кладку — подрядчик Матвей Иванов.
В 1831 году дом был оштукатурен и заселен служащими конторы соляных караванов Строганова. Ранее, в 1829 году А. Л. Леер спроектировал и построил рядом с домом жилой флигель и больницу для рабочих Строганова, но они не сохранились.

## Архитектура
Дом кирпичный двухэтажный с мезонинов, в семь окон по главному фасаду. В решении использован характерный набор элементов, характерных для русского классицизма: четыре пилястры римского ордера поставленные на ризалитный выступ охватывают верхний этаж с мезонином. Первый этаж и углы здания рустованы. Второй этаж украшен хорошо прорисованными наличниками окон и чугунным балконом, тумбы ограждения которого представляют собой миниатюрные ионические колонки.